# Velocidade, Alma e Emoção
Velocidade, Alma e Emoção é um monumento em homenagem a Ayrton Senna situado na cidade de São Paulo e que, até abril de 2017, estava exposto na entrada do Túnel Ayrton Senna. Porém, em maio do mesmo ano, foi deslocado para a Praça Ayrton Senna do Brasil, no interior do Parque do Ibirapuera, mais precisamente no Centro Esportivo e de Lazer Modelódromo do Ibirapuera.

## Características
Feita em bronze e assinada pela escultora Melinda Garcia, foi inaugurada em outubro de 1995, na mesma época em que o complexo foi aberto ao público.
O monumento tem 5 metros de comprimento por 2,5 metros de altura e pesa aproximadamente duas toneladas.

## Transferência para a Praça Ayrton Senna do Brasil

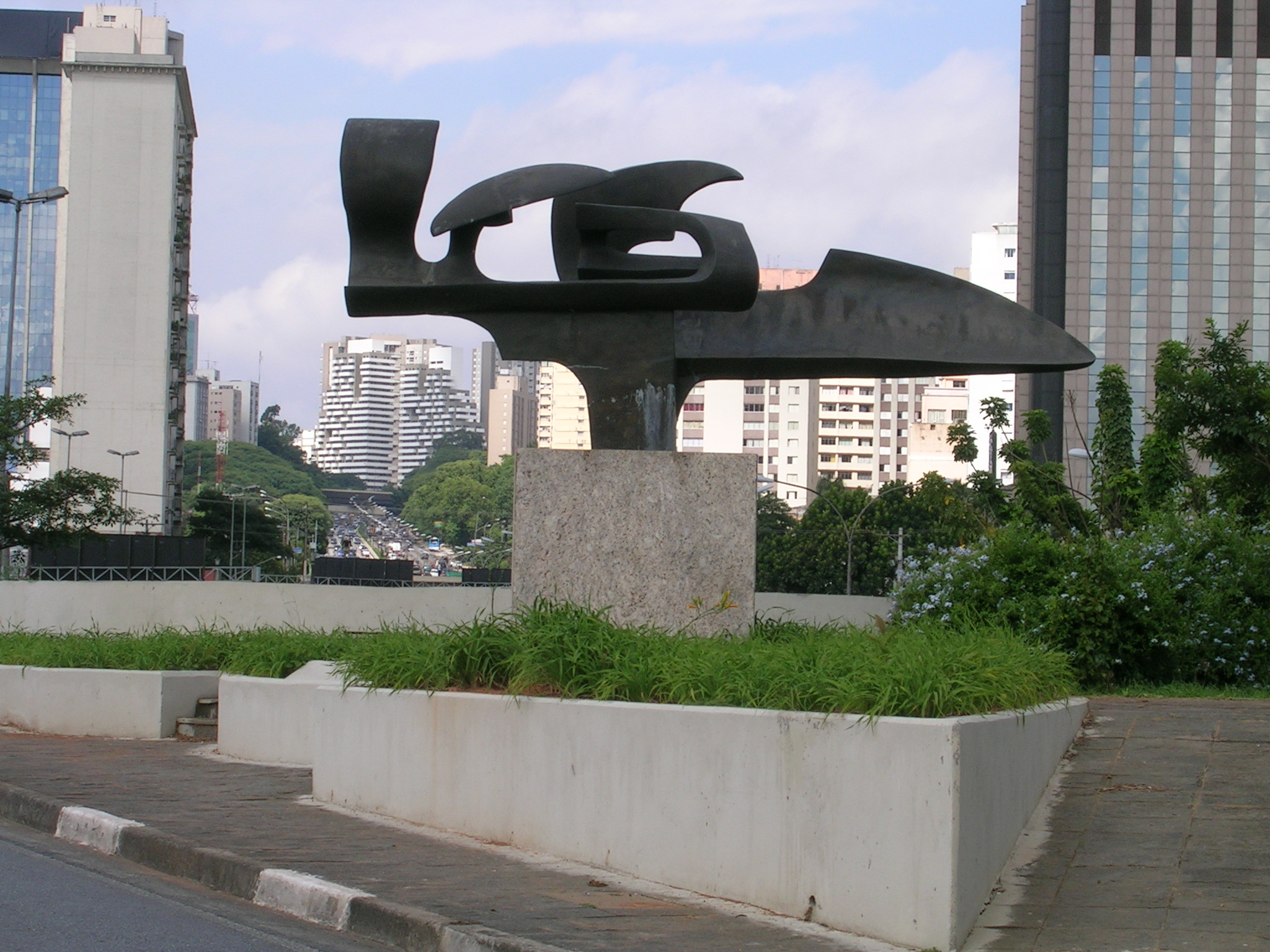
Antigo local do monumento

Em abril de 2017, a escultura foi transferida para uma praça no Centro Esportivo Modelódromo, próximo ao Parque do Ibirapuera, no bairro do Paraíso em um espaço de aproximadamente 15 mil m2. Em 1º de maio, a praça foi inaugurada pelo prefeito João Doria, com a presença da irmã do piloto, Viviane Senna, autoridades municipais e um grande número de pessoas.
A obra está em um ponto elevado e cercado pelas bandeiras do Brasil, do estado e da cidade de São Paulo. A escultura foi totalmente restaurada pela iniciativa privada e recebeu uma réplica da bandeira que a compunha - já que a original foi roubada em 2004. Além da já mencionada obra, a praça conta com uma réplica do capacete do piloto feita igualmente em bronze fundido, mesmo material da escultura. As peças contam com iluminação especial.